# Maranta
- Commons
- Wikispecies

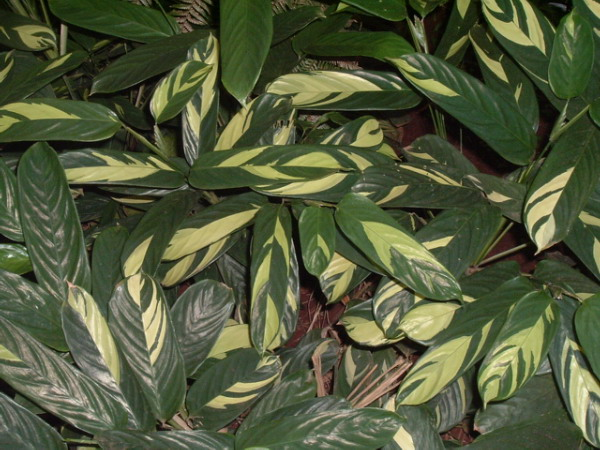
Maranta arundinacea

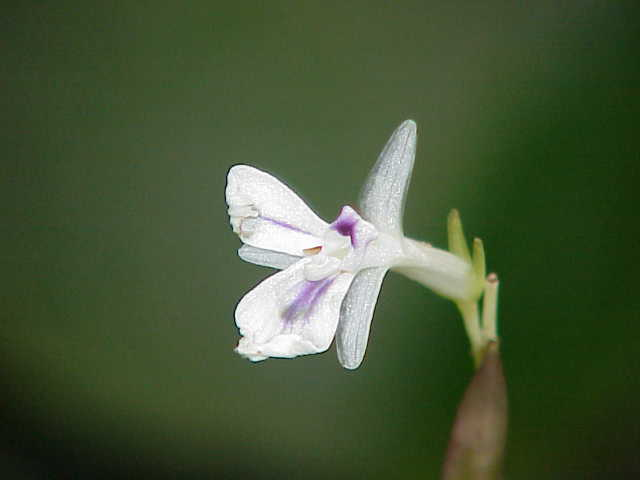
Maranta leuconeura

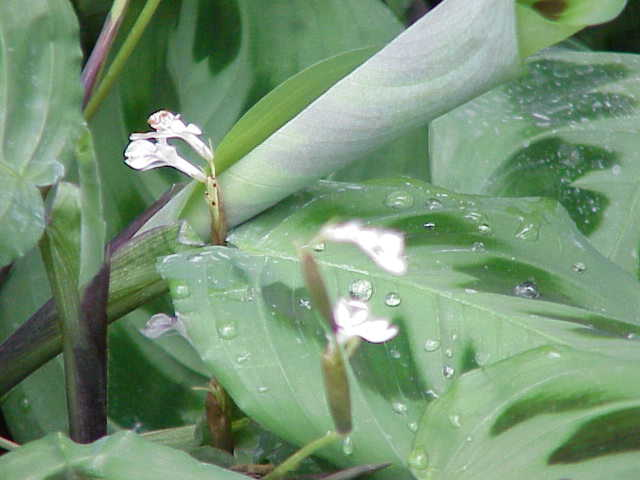
Maranta leuconeura

Maranta L. é um género botânico pertencente à família Marantaceae. Popularmente, os exemplares do gênero são conhecidos como urubá. É um gênero que apresenta aproximadamente 30 espécies herbáceas e perenes distribuídas por todos os habitat úmidos das regiões tropicais.
São plantas que podem alcançar até 50 cm de altura, de folhagem vistosa, com folhas grandes, oblongas, variegadas, manchadas segundo a espécie e variedade em tons verdes, vermelhos ou creme, de textura aterciopelada e brilhante, com nervuras muito evidenciadas. Possuem raízes tuberosas. Têm fases foliares de cor diferente, pecíolo longo, flores assimétricas aos pares (reflexo espelho), dísticas. O fruto apresenta sementes com arilo.

## Etimologia
O nome científico deste gênero foi dado em homenagem ao botânico veneziano do século XVI Bartolomeo Maranti. O nome popular é provavelmente derivado da língua geral paulista.

## Espécies e variedades
- Maranta allouia Aubl., 1775
- Maranta amabilis Linden, 1869
- Maranta amazonica L. Andersson, 1986
- Maranta amplifolia K. Schum., 1902
- Maranta angustifolia Sims, 1823
- Maranta arouma Aubl., 1775
- Maranta arundinacea L., 1753
- Maranta arundinacea var. divaricata (Roscoe) Hauman, 1917
- Maranta arundinacea fo. sylvestris Matuda, 1950
- Maranta arundinacea var. variegatum (N.E. Br.)
- Maranta bicolor Ker Gawl., 1824-1825
- Maranta cachibou Jacq., 1809
- Maranta capitata Ruiz & Pav., 1798
- Maranta casupito Jacq., 1809
- Maranta casupo Jacq., 1809
- Maranta chimboracensis Linden, 1869
- Maranta comosa L. f., 1781
- Maranta compressa A. Dietr., 1831
- Maranta cuyabensis Körn., 1862
- Maranta dichotoma Poepp. ex Körn., 1862
- Maranta divaricata Roscoe, 1828
- Maranta eburnea Linden & Andre, 1873
- Maranta eximia Mathieu, 1853
- Maranta flexuosa C. Presl, 1827
- Maranta friedrichsthaliana Körn., 1862
- Maranta galanga L., 1762
- Maranta gibba Sm., 1812
- Maranta gracilis Rudge, 1805
- Maranta hexantha (Poepp. & Endl.) D. Dietr., 1839
- Maranta hieroglyphica Linden & Andre, 1873
- Maranta hjalmarssonii Körn., 1862
- Maranta humilis Aubl., 1775
- Maranta imperialis Burgerst. & F. Abel, 1901
- Maranta incrassata L. Andersson, 1986
- Maranta indica Tussac, 1808 (= Maranta arundinacea L., 1753)
- Maranta jacquinii Roem. & Schult., 1817
- Maranta kerchoveana E. Morren, 1879
- Maranta lateralis Ruiz & Pav., 1798
- Maranta laxa (Poepp. & Endl.) D. Dietr., 1839
- Maranta legrelliana Linden, 1867
- Maranta leonia Sander, 1896
- Maranta leuconeura E. Morren, 1874
- Maranta noctiflora Regel & Körn., 1857
- Maranta protracta Miq., 1844 (= Maranta arundinacea L., 1753)
- Maranta ramosissima Wall., 1832 (= Maranta arundinacea L., 1753)
- Maranta ruiziana Körn., 1862
- Maranta sylvatica Rosc., 1807 (= Maranta arundinacea L., 1753)
- Maranta warscewiczii = (Calathea warscewiczii (Mathieu ex Planch.) Körn.)
- Maranta zebrina = (Calathea zebrina (Lindl.) Sims.)
- Maranta zingiberina L. Andersson, 2003
- Lista completa

## Classificação do gênero
| Sistema | Classificação                     | Referência               |
| ------- | --------------------------------- | ------------------------ |
| Linné   | Classe Monandria, ordem Monogynia | Species plantarum (1753) |